# 제10회 제주영화제
제10회 제주영화제는 2014년 12월 19일에 열린 시상식이다.

## 수상 및 후보

### 최우수 작품상
- 일등급이다 - 이정호 수상

### 우수 작품상
- 심야배송 - 이승주 수상

### 관객상
- 이 별에 필요한 - 김용완 수상

### 심사위원특별상
- 누구없소 - 김병관 수상

### 본선작
- 꽃피는 철길 - 김래원
- 녹 - 김조영현
- 녹색문 - 배준현
- 누구없소 - 김병관
- 다정하게 바삭바삭 - 장영선
- 밤과 꿈 - 박송열
- 방관자 - 박범수 외 1명
- 빈집 - 변성진
- 사브라 - 정대건
- 사탕의 맛 - 탁세웅
- 새벽, 국경에서 - 배기원
- 숨 - 권현주
- 심야배송 - 이승주
- 아귀 - 송우진
- 오기인의 죄 - 신기린
- 이별에 필요한 - 김용완
- 일등급이다 - 이정호
- 잭보이 - 강원
- 절경 - 남근학
- 집 - 이환
- 집으로 - 전효정
- 처가 - 정영호
- 출근 - 이한종
- 택시드라이버 - 정혜원
- 하얀 자전거 - 백수장
- 향 - 김유신
- 에이티엠 - 조성균
- Joker - 김유신